# Weidman
Weidman es un lugar designado por el censo ubicado en el condado de Isabella en el estado estadounidense de Míchigan. En el Censo de 2010 tenía una población de 959 habitantes y una densidad poblacional de 62,24 personas por km².

## Geografía
Weidman se encuentra ubicado en las coordenadas 43°42′15″N 84°58′41″O / 43.70417, -84.97806. Según la Oficina del Censo de los Estados Unidos, Weidman tiene una superficie total de 15.41 km², de la cual 14.64 km² corresponden a tierra firme y (4.98%) 0.77 km² es agua.

## Demografía
Según el censo de 2010, había 959 personas residiendo en Weidman. La densidad de población era de 62,24 hab./km². De los 959 habitantes, Weidman estaba compuesto por el 92.6% blancos, el 0.94% eran afroamericanos, el 4.38% eran amerindios, el 0.31% eran asiáticos, el 0% eran isleños del Pacífico, el 0% eran de otras razas y el 1.77% pertenecían a dos o más razas. Del total de la población el 1.56% eran hispanos o latinos de cualquier raza.